# Tomopterus clavicornis
Tomopterus clavicornis là một loài bọ cánh cứng trong họ Cerambycidae.